# ザンビアの大統領
ザンビアの大統領（ザンビアのだいとうりょう、英語: President of the Republic of Zambia）は、ザンビア共和国の国家元首で行政府の長たる大統領である。

## 選出
大統領は国民の直接選挙により選出される。任期は5年で、3選禁止。大統領選挙に立候補するには、35歳以上のザンビア国民であり、政党に所属するか、無所属であっても政党の支持を受けていなければならない。

## 権限
ザンビアは大統領制の共和国であり、大統領は行政府の長を兼ねる。副大統領や閣僚の任免権、軍の最高指揮権を持ち、実質的に政府を率いる権限を持つ。ただし閣僚の任命に関しては、国民議会議員の中から任命しなければならないという制約がある。

## 大統領の一覧
| 代   | 大統領                                             | 大統領 | 所属政党                       | 期                             | 在任期間                       | 在任期間    | 備考                    |
| ---- | -------------------------------------------------- | ------ | ------------------------------ | ------------------------------ | ------------------------------ | ----------- | ----------------------- |
| 001  | ケネス・カウンダ Kenneth David Kaunda              |        | 統一民族独立党 （UNIP）        | －                             | 1964年10月24日 - 1968年        | 27年 + 9日  |                         |
| 001  | ケネス・カウンダ Kenneth David Kaunda              | 1      | 統一民族独立党 （UNIP）        | 1968年 - 1973年                |                                | 27年 + 9日  |                         |
| 001  | ケネス・カウンダ Kenneth David Kaunda              | 2      | 統一民族独立党 （UNIP）        | 1973年 - 1978年                |                                | 27年 + 9日  |                         |
| 001  | ケネス・カウンダ Kenneth David Kaunda              | 3      | 統一民族独立党 （UNIP）        | 1978年 - 1983年                |                                | 27年 + 9日  |                         |
| 001  | ケネス・カウンダ Kenneth David Kaunda              | 4      | 統一民族独立党 （UNIP）        | 1983年 - 1988年                |                                | 27年 + 9日  |                         |
| 001  | ケネス・カウンダ Kenneth David Kaunda              | 5      | 統一民族独立党 （UNIP）        | 1988年 - 1991年11月2日         |                                | 27年 + 9日  |                         |
| 002  | フレデリック・チルバ Frederick Jacob Titus Chiluba |        | 複数政党制民主主義運動 （MMD） | 6                              | 1991年11月2日 - 1996年         | 10年 + 61日 |                         |
| 002  | フレデリック・チルバ Frederick Jacob Titus Chiluba | 7      | 複数政党制民主主義運動 （MMD） | 1996年 - 2002年1月2日          |                                | 10年 + 61日 |                         |
| 003  | レヴィー・ムワナワサ Levy Patrick Mwanawasa        |        | 複数政党制民主主義運動 （MMD） | 8                              | 2002年1月2日 - 2006年          | 6年 + 230日 |                         |
| 003  | レヴィー・ムワナワサ Levy Patrick Mwanawasa        | 9      | 複数政党制民主主義運動 （MMD） | 2006年 - 2008年8月19日         | 在任中に死去                   | 6年 + 230日 |                         |
| 00－ | ルピヤ・バンダ Rupiah Bwezani Banda                | 9      |                                | 複数政党制民主主義運動 （MMD） | 2008年6月29日 - 2008年11月2日  | 126日       | 大統領代行 （副大統領） |
| 004  | ルピヤ・バンダ Rupiah Bwezani Banda                | 10     | 2008年11月2日 - 2011年9月23日  | 複数政党制民主主義運動 （MMD） | 2年 + 325日                    | 残任期間    |                         |
| 005  | マイケル・サタ Michael Chilufya Sata               |        | 愛国戦線 （PF）                | 11                             | 2011年9月23日 - 2014年10月28日 | 3年 + 35日  | 在任中に死去            |
| 00－ | ガイ・スコット Guy Lindsay Scott                   |        | 愛国戦線 （PF）                | 11                             | 2014年10月28日 - 2015年1月25日 | 89日        | 大統領代行 （副大統領） |
| 006  | エドガー・ルング Edgar Chagwa Lungu                |        | 愛国戦線 （PF）                | 12                             | 2015年1月25日 - 2016年9月13日  | 6年 + 211日 | 残任期間                |
| 006  | エドガー・ルング Edgar Chagwa Lungu                | 13     | 愛国戦線 （PF）                | 2016年9月13日 - 2021年8月24日  |                                | 6年 + 211日 |                         |
| 007  | ハカインデ・ヒチレマ Hakainde Hichilema            |        | 国家開発統一党 （UPND）        | 14                             | 2021年8月24日 - （現職）       | 3年 + 200日 |                         |